# Козак (Рівненський район)
Коза́к — село у складі Корецької міської громади Рівненського району Рівненської області; населення — 318 осіб; перша згадка — 1629 рік[джерело?]. У селі є клуб, фельдшерсько-акушерський пункт, Свято-Троїцька церква, пам'ятний знак землякам, які загинули у Другій світовій війні, меморіал поховання єврейського населення — жертв нацистських репресій.

## Географія
Селом протікає річка Кобилянка.

## Історія
У 1906 році село Корецької волості Новоград-Волинського повіту Волинської губернії. Відстань від повітового міста 35. Дворів 64, мешканців 523.